# 肯特阿克雷斯 (特拉華州)
肯特阿克雷斯（英語：Kent Acres）是位於美國特拉華州肯特縣的一個人口普查指定地區。

## 地理
肯特阿克雷斯的座標為39°07′54″N 75°31′30″W / 39.13167°N 75.52500°W，而該地最高點為海拔高度10米（即33英尺）。

## 人口
根據2010年美國人口普查的數據，肯特阿克雷斯的面積為2.40平方千米，當中陸地面積為2.30平方千米，而水域面積為0.10平方千米。當地共有人口1890人，而人口密度為每平方千米787人。